# محوطه کوره
محوطه کوره مربوط به دوره اشکانیان - سده‌های میانه دوران‌های تاریخی پس از اسلام است و در شهرستان ایرانشهر، بخش بمپور، دهستان بمپور شرقی، ۳ کیلومتری جنوب شهرک شهید بهشتی، ۱۰۰ متری غرب کوره آجرپزی ملا وحید واقع شده و این اثر در تاریخ ۳۰ بهمن ۱۳۸۶ با شمارهٔ ثبت ۲۱۱۷۴ به‌عنوان یکی از آثار ملی ایران به ثبت رسیده است.